# Marie Marvingt
Marie Félicie Élisabeth Marvingt (Aurillac, 20 februari 1875 - Laxou (buitenwijk van Nancy in Meurthe-et-Moselle), 14 december 1963) was een Frans vliegpionier, uitvinder, sportvrouw, bergbeklimmer, verpleegkundige en journaliste.
Bijgenaamd la fiancée du danger (de verloofde van het gevaar) werd ze voor de Eerste Wereldoorlog bekend door haar verschillende prestaties op het gebied van risicovolle sporten, zoals bergbeklimmen, wielrennen, schieten, zwemmen en vele andere sporten, vooral wintersporten. Officieus was zij de eerste vrouw die in 1908 de Tour de France uitreed nadat ze van de organisatie te horen kreeg dat ze niet mee mocht doen. De ontdekking van de vliegsporten was een openbaring voor haar: als ballonvaarder en daarna als pilote was zij een van de eerste vrouwen die alleen vloog en de eerste die in 1909 het Kanaal van Frankrijk naar Engeland overstak. Het jaar daarop vestigde zij het eerste record tijdens de Femina Cup.
Als ambassadrice van de medische luchtvaart ontwierp ze een prototype van een luchtambulance, maar ze slaagde er niet in om die voor de Eerste Wereldoorlog te bouwen.
Tijdens dit internationale conflict deed ze mee aan twee bombardementen voordat het leger haar officieel weigerde. Ze keerde terug naar Nancy waar ze ging werken als verpleegster en oorlogscorrespondente. Marvingt nam het besluit om verkleed als man terug te keren naar het front. Vervolgens gebruikte de sportvrouw haar skitalent om in de Dolomieten aan het Italiaanse front te helpen met de evacuatie van de gewonden.
Na de Eerste Wereldoorlog bleef Marie Marvingt werken als journalist en ging in Marokko wonen waar ze de eerste opleiding voor verpleegkundige piloten van medische vliegtuigen oprichtte. Ze maakte tijdens de Tweede Wereldoorlog deel uit van deze dienst waarbij ze een soort chirurgische hechtmethode ontwikkelde die het risico op infectie op het slagveld minimaliseerde. Ze bleef wielrennen en bereidde zich voor op het halen van een helikopterbrevet tot aan haar dood op 88-jarige leeftijd. Met 34 medailles was zij de vrouw met de meeste onderscheidingen in de geschiedenis van Frankrijk.

## Biografie

### Jeugd en opleiding

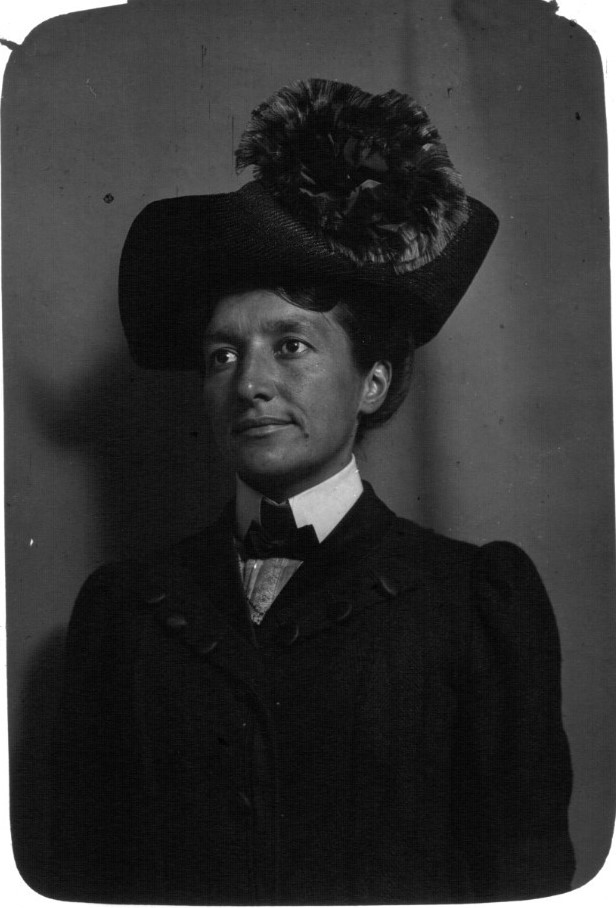
Portet van Marie Marvingt in 1910.

Marie Marvingt werd geboren in Aurillac op 20 februari 1875. Haar vader Félix-Constant Marvingt (1827-1916), ambtenaar bij de post, en haar moeder Élisabeth Brusquin Pallez (1840-1889) ontmoetten elkaar in Metz voordat ze in 1861 in Parijs trouwden. Het echtpaar woonde in Metz totdat de stad in 1870 onder controle van het Duitse Rijk komt. Félix-Constant en zijn vrouw werden overgeplaatst naar Aurillac en gingen vervolgens naar de Auvergne waar hun dochter Marie werd geboren. De eerste drie kinderen van het echtpaar, Louis, Charles en Eugène, overleden op jonge leeftijd. Het vijfde en jongste kind van de familie, dat ook Eugène heette, is drie jaar jonger dan Marie en had een slechte gezondheid. De vader van de familie, een postbode, had een passie voor sport. Hij besloot om zijn dochter van jongs af aan kennis te laten maken met verschillende takken van sport die hij zijn jongens had willen bijbrengen.
Op jonge leeftijd begon de jonge Marie met zwemmen: ze zei dat ze leerde zwemmen op hetzelfde moment dat ze leerde lopen. Tegen de tijd dat ze vier jaar oud was, zwom ze dagelijks enkele kilometers in de rivier de Jordaan. Marie Marvingt leerde als metgezel bij zijn avonturen, de sportieve activiteiten van haar vader, één voor één, zonder concessies, van klimmen tot biljarten.
In 1880 keerde de familie Marvingt terug naar Lotharingen, in het Duitse Rijk, waarschijnlijk vanwege de gezondheidsproblemen van Elisabeth, om dichter bij haar familie te zijn, die in Metz gebleven waren. Marie maakte kennis met het onderwijs in een school die geleid werd door de twee gezusters Daurès. Ze leerde Duits op school en sprak thuis Frans. Het bijwonen van een circusvoorstelling5 was een van de schooluitstapjes. Geïntrigeerd door deze wereld, smeekte ze haar vader net zolang om circuslessen te mogen volgen tot hij toegaf. Ze volgde trainingen bij het circus Rancy als koorddanser, trapezeartiest, jongleur en amazone. Deze activiteiten zorgden ervoor dat ze een volleerd turnster werd.
In juni 1889 overleed haar moeder Elisabeth. Vervolgens verhuisde de familie naar Nancy, naar het adres 8 Place de la Carrière. Naast het paardrijden, dat ze in het circus heeft geleerd, leerde Marie ook fietsen en ze choqueerde de inwoners van de stad Nancy, die niet gewend waren om een jonge vrouw op een fiets te zien. Haar vader, die nu met pensioen was, hield zich volledig bezig met de opleiding van zijn dochter. Ze bereikte een van haar eerste prestaties door op vijftienjarige leeftijd in een kano van Nancy naar Koblenz te varen via de Meurthe en de Moezel. In 1897 werd de familie Marvingt getroffen door een nieuw drama: haar broer Eugène stierf op 19-jarige leeftijd aan een hartaanval. Zijn zus stortte zich nog meer op trainingen en wedstrijden.
In 1899 werd ze een van de eerste vrouwen die een bewijs van bekwaamheid kreeg voor het besturen van een auto. Later nam ze deel aan verschillende autoraces in de Sahara6.
Ze behaalde ook een graad in de Letteren en schreef zich in bij verschillende faculteiten. Ze studeerde geneeskunde en rechten, terwijl ze terloops 4 talen leerde spreken, evenals het Esperanto, en haar diploma van verpleegkundige van het Rode Kruis behaalde.
Marvingt sliep slechts 4 tot 5 uur per dag en plande haar tijd van tevoren in om beter georganiseerd te zijn. Ze weigerde pertinent om te trouwen of om moeder te worden. In haar vrije tijd schreef en publiceerde ze gedichten onder het pseudoniem Myriel.

### Vooroorlogse pionier

#### Topatlete
In 1904 nam ze deel aan haar eerste wielerwedstrijd van Nancy naar Bordeaux p4. Het jaar daarop nam ze deel aan een grote wedstrijd op de weg: Nancy-Milaan, daarna in 1906 opm.2,p 1,p 5 Nancy-Toulouse. Omdat het verboden was voor vrouwen om een broek te dragen en trappen op de pedalen te ingewikkeld was in een rok, trok ze een broekrok aan om haar prestaties te verbeteren f 7, opm. 3. In 1908 meldde ze zich aan om deel te nemen aan de Tour de France wielerwedstrijd. Nadat de organisatoren weigerden om haar mee te laten doen, zou de 33-jarige vrouw uit Lotharingen hetzelfde parcours afleggen als de mannen en enkele minuten na hen vertrekken en erin slagen om de wedstrijd uit te rijden, net als 36 van de 114 mannelijke deelnemers.
Zij was de eerste Franse zwemster die erin slaagde om in juli 1906 de lange oversteek van Parijs van 12 km te maken en de vijftiende plaats te behalen in het algemene klassement en de derde plaats bij de vrouwen in een tijd van 4 uur en 11 minuten en 23 seconden onder het vorige record van Annette Kellermann dat datzelfde jaar door de Zwitserse zwemster Marthe Robertopm. werd verbroken. In september 1907 won ze de oversteek van Toulouse in een tijd van 1 uur en 26 minuten en 50 seconden, waarbij ze haar dichtste achtervolgers met meer dan drie minuten versloeg.
Marie Marvingt blonk ook uit in verschillende bergsporten. In juli 1905 maakte ze in gezelschap van de gidsen Edouard en Gustave Payot als eerste vrouw de oversteek van de Charmoz-Grépon in achttien uur. Deze prestatie - met name het beklimmen van de naar verluidt moeilijke Naald van Grépon - leverde haar in september 1911p 11 een vermelding op als een van de pioniers van het Franse bergbeklimmen in het Franse tijdschrift Femina. Ze beklom ook de Tand van de Reus (Dent du Géant), de Haaientand (Dent du Requin), de Monte Rosa, de Jungfrau, de Red Needles, de Wetterhorn en de Moinep Needle. Tussen 1908 en 1910 won ze in Chamonix meer dan twintig gouden medailles in verschillende disciplines: bij het skiën, kunstschaatsen en schaatsen, bij de springwedstrijd en bij gymkhana op het ijs. Op 26 januari 1910 won ze de eerste wedstrijd voor vrouwenbobsleeën in Chamonix, tijdens de Coupe Léon Auscherp.
Voor de Eerste Wereldoorlog blonk Marvingt uit in verschillende takken van wintersport.

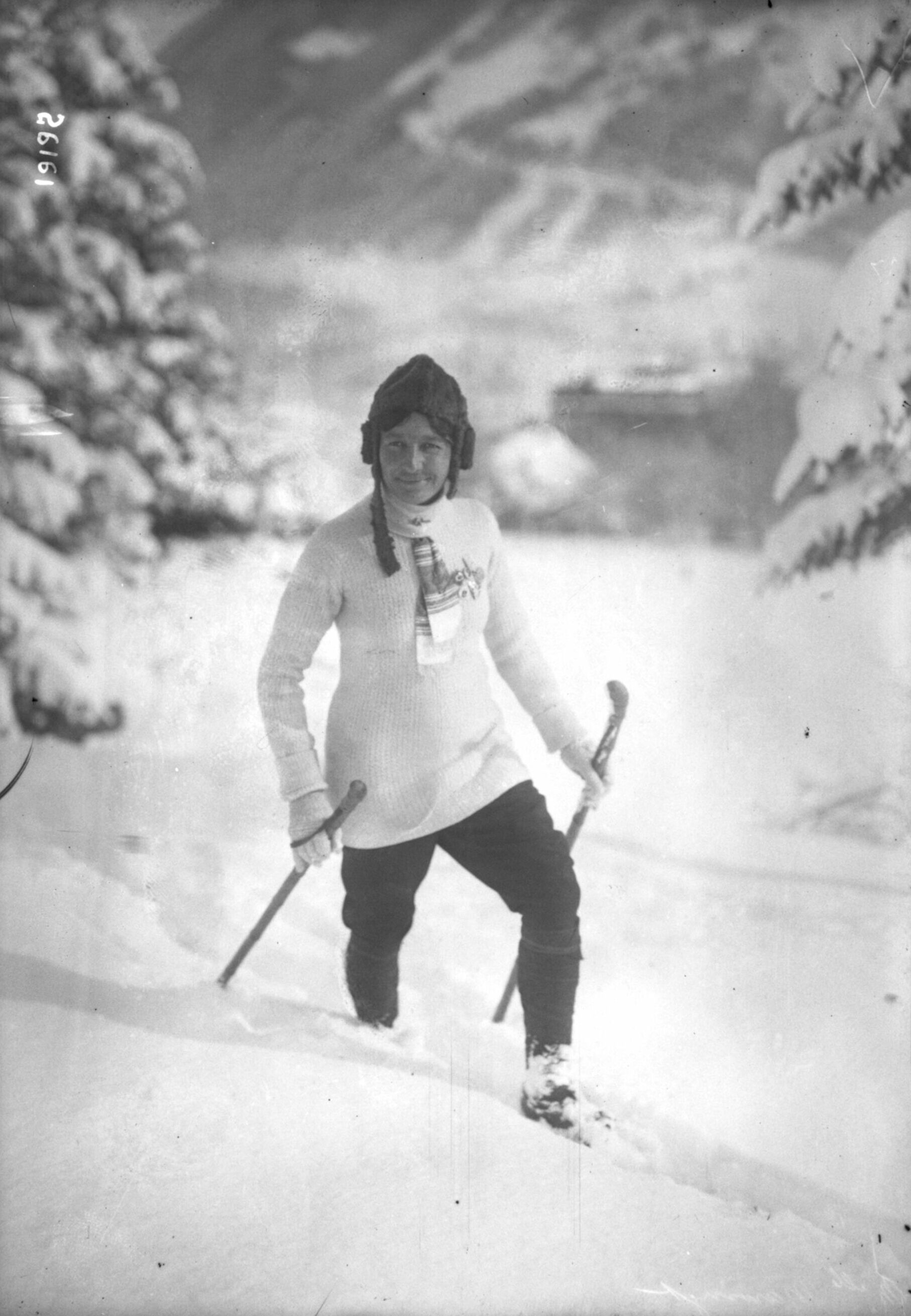
Op ski’s in de omgeving van Chamonix in 1913.

Marie Marvingt stond bekend om haar veelzijdigheid en vele talenten. Omschreven als de ‘eerste sportvrouw ter wereld’, werd ze in 1910 bekroond met de grote gouden medaille van de ‘Academie des sports’. Dit was de eerste en laatste keer dat de Academie een prijs voor alle disciplines uitreikte. In de editie van 15 april 1913 van het tijdschrift ‘Lectures pour tous’ gaf Armand Rio haar de bijnaam ‘verloofde van het gevaar'. In L'Univers van 23 april 1913 prees Abbé Delfour haar vele talenten: zwemmen, fietsen, bergbeklimmen, ballonvaart, luchtvaart, paardrijden, gymnastiek, atletiek, schermen, behendigheidsspellen, er was geen sport waar ze niet in uitblonk, en ze stond bijna altijd aan de top 17. In 1907 kreeg ze de ereprijs voor het schieten op 300 meter met een oorlogsgeweer en het schieten met een Flobertgeweer tijdens wedstrijden die georganiseerd waren door het Ministerie van Oorlog.

#### Nestor van vrouwelijke piloten

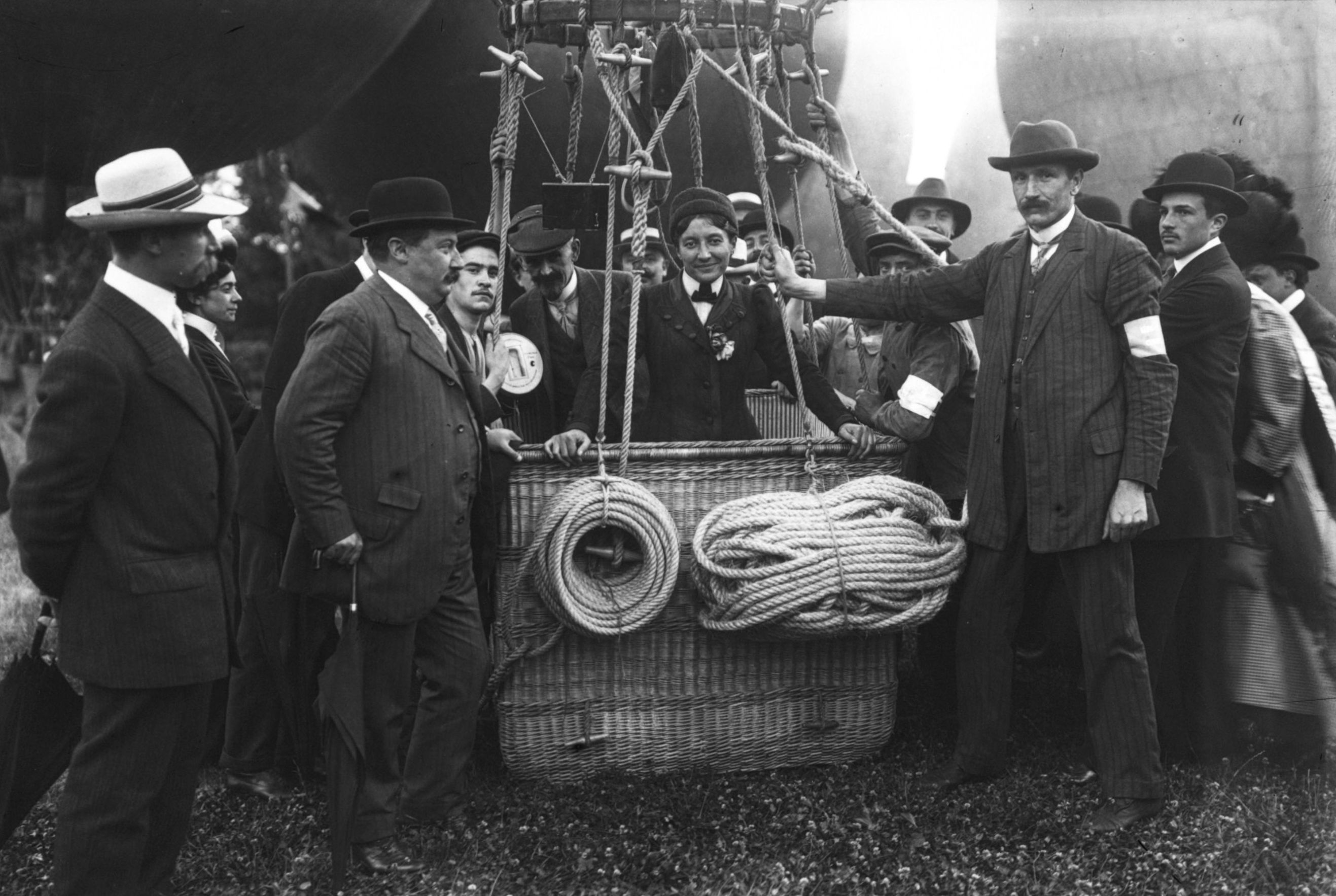
Mej. Marvingt bij de start van de Grote Prijs van de Vliegclub van Frankrijk in juni 1910.

Marie Marvingt maakte haar eerste begeleide ballonvaart in 19013. In hetzelfde jaar kreeg ze haar pilotenbrevet voor luchtballon (nr. 145). Haar eerste solovlucht vond plaats op 19 juli 1907. Deze nieuwe passie zorgde ervoor dat ze alle andere disciplines liet schieten, behalve de verschillende takken van wintersport. In 1910 won ze de eerste prijs in de afstandswedstrijd van de Vliegclub van Oost-Frankrijk met een ballonvlucht van Nancy naar Neufchâteau.
Op 26 oktober 1909 werd zij de eerste vrouw die met een ballon over de Noordzee en het Engelse Kanaal naar Engeland vloog. Haar ballon ‘De Vallende Ster’ (L'Étoile filante) vertrok vanuit Parc de la Pépinière in Nancy. De Franse ballonvaarster die de passagier kolonel Émile Garnier verwelkomde, was in eerste instantie niet van plan om in Engeland te landen, maar vanwege de wind in de richting van Nederland en het goede weer, koos ze ervoor om samen met haar partner de oversteek van de Noordzee te maken. De tocht van 720 km duurde veertien uur en was erg gevaarlijk: op 2.500 meter hoogte viel er sneeuw op de ballon waardoor de passagiers gedwongen werden om zich te ontdoen van belast. Terwijl ze op zeer lage hoogte vlogen, raakte de mand tijdens de overtocht 52 keer het water en bereikte opnieuw voldoende hoogte bij de Engelse kust om de kliffen te ontwijken. In het midden van de nacht probeerden de twee vliegeniers te landen wanneer de mand bomen raakt; Marie Marvingt, die uit de mand werd geworpen, viel op de grond. Opgevangen door bewoners voor de nacht, zei ze de volgende dag dat ze goede herinneringen had aan deze gevaarlijke reis.
In december voerde ze in een vliegtuig haar eerste grondproeven uit en werd vervolgens in Mourmelon de leerling van Hubert Lathamp. Tijdens haar opleiding beleefde ze haar eerste turbulenties in de lucht en harde landingen. Ze vloog ook met Charles Wachter, die bijna tegen een tweedekker aanvloog, en ook met Alexandre Laffont, haar laatste lerares met wie ze het vliegtuig volledig bestuurde. Op 4 september vloog Marie Marvingt voor het eerst alleen met een Antoinette eendekker.
In oktober 1910 behaalde Marie Marvingt met haar Antoinette eendekker onder leiding van Hubert Latham in Mourmelon, de drie examens van het vliegbrevet die in moeilijkheid toenamen van vliegen met grote regelmaat op een hoogte van zestig meter, daarna een vlucht maken van een kwartier over het platteland en vervolgens dalen in glijvlucht. Zij behaalde op 8 november officieel haar vliegbrevet nr. 281 van de Aéro-Club van Frankrijk11. Zij werd de derde vrouw ter wereld die haar vliegbrevet behaalde na Élisa Deroche (nr. 36) en Marthe Niel (nr. 226). Zij was de enige vrouw ter wereld die in het bezit was van een vliegbrevet voor een Antoinette-vliegtuig en die alleen met een vliegtuig heeft gevlogen. In Frankrijk werd dit basisvliegbrevet in die tijd afgegeven door dezelfde organisatie die vergunningen voor luchtballonnen verstrekte, namelijk de Aéro-Club van Frankrijk.

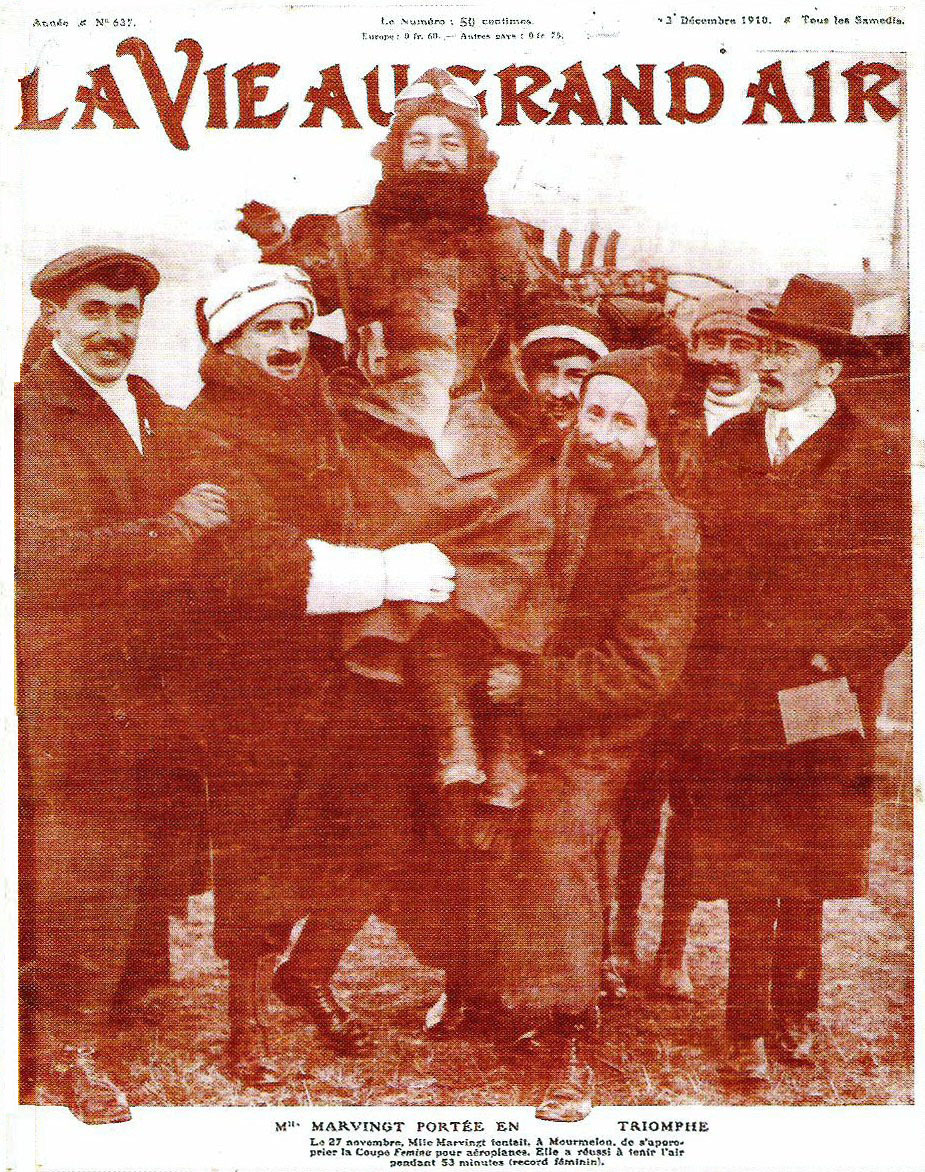
Marie Marvingt op de voorpagina van het weekblad ‘La Vie au grand air’ omdat ze erin geslaagd is een vlucht van 53 minuten te maken.

Op 27 november vestigde ze het eerste vrouwelijke record voor een vlucht van 53 minuten waarmee ze de eerste punten voor de Coupe Feminap behaalde. In de vrieskou voltooide ze vijftien rondjes van drie kilometer voordat ze door een motorprobleem32 gedwongen moest landen. Door deze prestatie verscheen ze op de voorpagina van het magazine ‘La Vie au grand air’, terwijl ze op de schouders gedragen werd door haar vrienden. Dit record stond slechts een paar dagen op haar naam als Hélène Dutrieu begin december de krantenkoppen haalt met een vlucht van 1 uur en 9 minuten. Marie Marvingt was gemotiveerd om haar concurrentie het hoofd te bieden en liet een grotere tank installeren op haar eendekker waarmee ze 4 uur kon vliegen. In de laatste dagen van het jaar deed ze een nieuwe poging, maar ze slaagde er niet in door een defect aan haar motor. Bovendien brak haar propeller bij de landing. Hierdoor was ze genoodzaakt om grote reparaties uit te laten voeren waardoor het niet lukte om binnen de toegestane tijd een nieuwe poging te wagen.
In augustus 1911 nam de pilote uit Lotharingen een volledige pagina in beslag van het tijdschrift ‘La Vie au grand air’ omdat ze na een ongeluk tijdens een bijeenkomst in Saint-Etienne op een boom beland was op de binnenplaats van een café waar jeu de boules werd gespeeld. Dit ongeval bedierf haar enthousiasme niet en ze voerde het aantal vluchten aan het stuur van een Deperdussin Monocoque vliegtuig op. Van mei tot december 1912 maakte ze in totaal 717 vluchten zonder dat ze enige schade oploopt. In diezelfde periode maakte ze veertien keer een vlucht in een zeppelin opm. 8, waaronder een van Parijs naar Brussel en een van Parijs naar Mars-la-Tour waarbij 32 nieuwelingen hun eerste vlucht maakten.
Op 12 december 1913 kreeg ze een ongeluk tijdens een routinevlucht naar Reims p12. Door de mist werd ze gedwongen een landing te maken met haar vliegtuig. Ze vond in Machault een veld om te landen, maar het chassis liep vast in de modder en het vliegtuig sloeg om. Een maand na het ongeluk schreef de pilote in een brief aan de journalist Frantz Reichel:
‘Weer blijf ik de verloofde van het gevaar, maar dit keer was het huwelijk niet ver weg ... [...] Mijn helm was volledig in de grond ingeslagen, het bloed droop van mijn gezicht. Ik kon nauwelijks ademhalen doordat ik beklemd zat door het gewicht van mijn vliegtuig. Gelukkig kon ik met mijn linkerhand de aarde vlakbij mijn mond weggraven en zo wat lucht inademen.’
Na ongeveer 35 minuten beklemd gezeten te hebben, werd de pilote zonder breuken, maar met verwondingen aan het gezicht en een ader in het gelaat, onder de romp van het vliegtuig 40.p 41 gehaald door boeren uit de omgeving. Na een behandeling in de Gueillot kliniek hield ze littekens in haar gezicht over en haar herstel duurde een maand. Dit was haar eerste ongeluk in twee jaar. Voordat de Eerste Wereldoorlog uitbrak, maakte ze ongeveer 900 vluchten zonder ongelukken. De oorlog maakte een einde aan haar loopbaan als sportvlieger.

#### Uitvindster in de medische luchtvaart

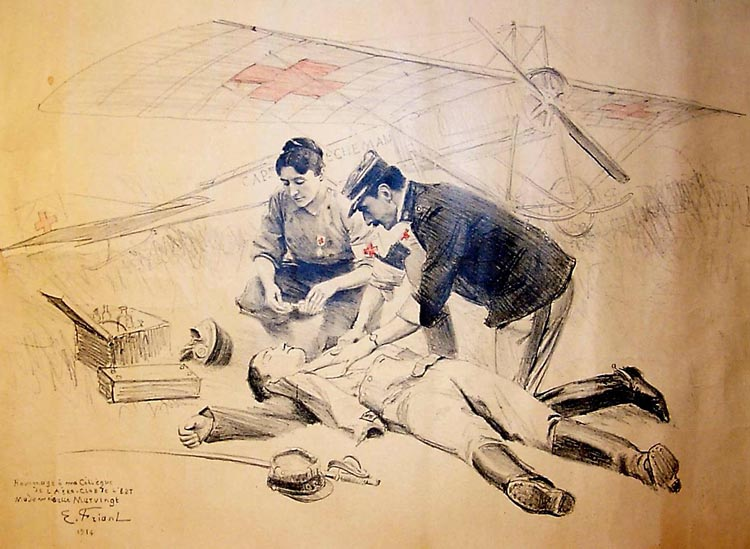
Tekening van Émile Friant die Marie Marvingt en haar luchtambulanceproject voorstelt, 1914.

In 1910 riep Dr. Duchaussoy, oprichter van de Vereniging van Franse Vrouwen van het Rode Kruis, een prijs in het leven voor het ontwerpen van een luchtambulance 12. Marie Marvingt ontwierp samen met de ingenieur Louis Béchereau een prototype en bestelde twee modellen bij Armand Deperdussin4. In 1912 werd Duperdussin beschuldigd van het verduisteren van geld van zijn bedrijf vliegtuigproducent Deperdussin en het project had geen succes.
In juni 1912 diende Marie Marvingt haar ontwerp in bij de Directie van de Militaire Luchtvaart en het werd goedgekeurd. Ze publiceerde en presenteerde daarom de ontwerpen van haar luchtambulance op de luchtshow. Ze reisde door heel Frankrijk en maakte een tournee waarbij ze in lezingen het ontwerp van reddingsvliegtuigen met het symbool van de Rode Kruis-ambulance op de vleugels promootte en om het nodige geld in te zamelen voor de uitvoering van het project dat ze als Française als haar grootste wens beschouwde.
Haar toespraak, getiteld ‘Twee uur in de Lucht’ geïllustreerd met talrijke foto's en films, was een groot succes. Het stelde haar in staat om meer dan 21.000 van het bedrag van 36.000 francs op te halen, dat nodig was om het eerste ambulancevliegtuig te bouwen. Oorlogsminister Eugène Etienne had belangstelling voor haar project. De dichter Emile Hinzelin wijdde er een gedicht aan:
« Pour le suprême effort des combats nécessaires,
Aux avions français, il a poussé des serres.
Une exquise Lorraine au vaillant cœur voulut
Que l'oiseau de combat fût l'oiseau de salut
Et que, portant secours au blessé qui succombe
L'aigle miraculeux se changeât en colombe »
Het lukte Marie Marvingt niet om dit project tot een goed einde te brengen voordat de Eerste Wereldoorlog uitbrak.

### Piloot en verpleegkundige tijdens de Eerste Wereldoorlog

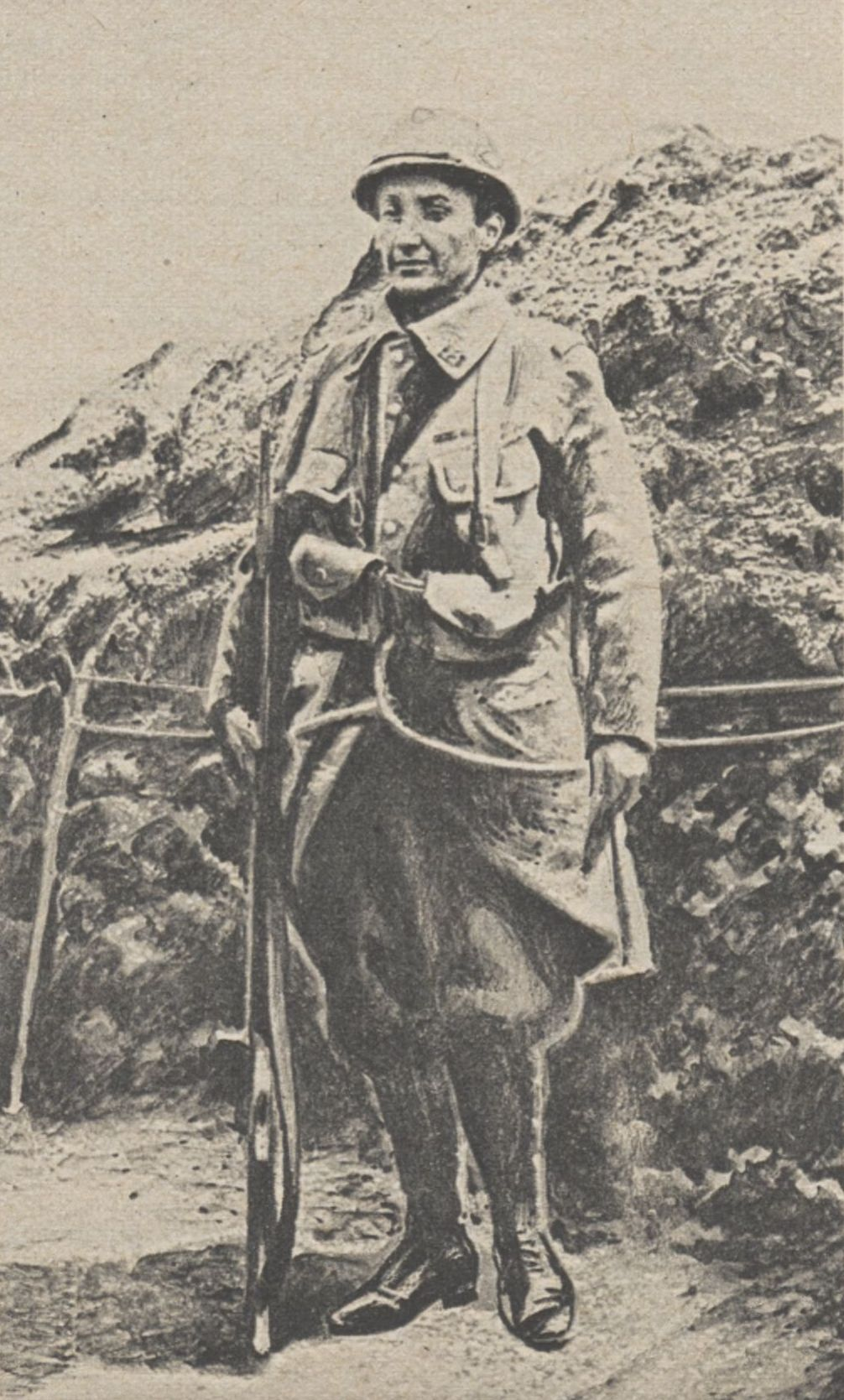
Marie Marvingt in de loopgraven tijdens de Eerste Wereldoorlog.

Tijdens de Eerste Wereldoorlog wilde Marie Marvingt zich aansluiten bij de Franse luchtmacht. Om haar verzoek kracht bij te zetten, wees ze op het feit dat het Russische leger vrouwen accepteerde. Toen de directie niet op haar verzoek reageerde, wachtte ze niet af maar nam deel aan twee luchtbombardementen boven de vliegbasis 128 Metz Frescaty, wat haar het Oorlogskruis (Croix de Guerre) 1914-1918 opleverde. Ze had echter alleen meegedaan om een gewonde piloot te vervangen en ging uiteindelijk niet bij het luchtkorps van het leger.
Het leger liet haar na haar deelname aan de twee bombardementen officieel weten dat ze niet aangenomen werd. Met haar studie geneeskunde kon ze hoofdverpleegkundige worden en een bekende chirurg in Nancy assisteren. Zij woonde daar en deed in verschillende kranten verslag over de luchtaanvallen die regelmatig op de stad uitgevoerd werden. Na tweeënhalf jaar aan de zijde van de chirurg besloot ze om naar het front terug te keren.
Hiervoor verkleedde ze zich als man 2. Ze sloot zich vervolgens aan bij het 42e bataljon van de infanterie met de naam Beaulieu.
Enkele maanden later, na 47 dagen aaneen in de frontlijn, werd haar identiteit ontmaskerd wanneer een brief werd overhandigd aan een van haar neven, kolonel van een regiment. Ze moest het front verlaten en kreeg persoonlijk van maarschalk Foch toestemming om zich bij het derde regiment van de infanterie in de Alpen aan te sluiten als verpleegkundige en oorlogscorrespondente in de Dolomieten bij de Italiaanse grens. Daar evacueerde ze vervolgens regelmatig de gewonden op ski s.

### Journalist en spreker
Na de Eerste Wereldoorlog zette Marvingt haar werk als journalist voort en werd ze medisch officier van het leger in Marokko.
In april 1920 vestigde Marvingt een wandelrecord met een tocht van 57 kilometer in de Alpes-Maritimes.
Zij richtte zich vervolgens volledig op de medische luchtvaart. In het begin van de jaren twintig gaf Marie Marvingt veel lezingen in Afrika, Tunesië, Algerije, Marokko, Dakar en Zuid-Afrika voor schoolkinderen of het grote publiek. Als afgevaardigde van de Liga van de Luchtvaart in Frankrijk, had ze o.a. als doel om veel leden op het continent aan te werven en om Franse machines te verkopen. De ‘verloofde van het gevaar’ maakte van de gelegenheid gebruik om Noord-Afrika te bestuderen om bij haar terugkeer naar Frankrijk lezingen te geven.
In 1929 organiseerde ze het Eerste Internationale Congres van de Medische Luchtvaart. Het jaar daarop reisde ze naar Griekenland ter gelegenheid van de feesten van Delphi en hield vijftien lezingen door het hele land p 51. Het dagblad Le Figaro beweerde dat ‘de algemene, toeristische en medische luchtvaart geen betere propagandist in huis hadden dan de Franse pilote – een van de eerste vrouwelijke piloten ter wereld – mej. Marie Marvingt’ p 51. Ze combineerde haar lezingen met vliegdemonstraties. Haar reis had als gevolg dat er een Grieks comité voor medische luchtvaart voor de eilanden werd opgericht door de minister-president Elefthérios Venizélos. In de loop van haar leven zou ze meer dan 3000 lezingen houden over de medische luchtvaart.
In het begin van de jaren dertig ging Marie Marvingt verder met haar lezingen aan scholen met een voordracht getiteld ‘21 jaar luchtvaart’. In 1931 riep ze de ‘Kapitein Echeman challenge’ in het leven ter ere van Paul Echeman, overleden op 14 mei 1912 tijdens een mislukte landing, als beloning voor de beste transformatie van een vliegtuig naar een medisch vliegtuig. De trofee was gemaakt door de beeldhouwer Jules Déchin en de afbeelding stelde Émile Friant voor die de pilote afbeeldt terwijl ze een gewonde verzorgt in 1914. De eerste prijs werd ex aequo uitgereikt aan Potez 42 en Breguet 284 T.
In 1934 maakte Marie Marvingt in Marokko negentien maanden lang een studiereis en luchtvaartpropaganda. Ze schreef, bedacht en draaide er de film ‘Les Ailes qui sauvent’ waarin ze zelf verschijnt 5, p 53. Op 20 juni presenteerde ze haar documentaire en toeristische film in Parijs in de bioscoopzaal l’Auto in aanwezigheid van de minister van Luchtvaart Victor Denain p 55, een film die in 1969 in lange versie door Gaumont19 werd aangekocht. Daarna maakte ze de documentaire ‘Sauvés par la colombe’20. Haar werk voor de medische zorg, zoals het oprichten van een opleiding voor de medische luchtvaart, waarvan ze als eerste afgestudeerd was, leverde haar de Marokkaanse Vredesmedaille op 5. Op 24 januari 1935 werd ze benoemd tot Ridder van het Erelegioen. Marvingt bracht meer dan 500 foto’s mee van deze reis. Met de toestemming om de vredeskolonne aan de poorten van Mauritanië te volgen, was zij de eerste Europese vrouw die Tindouf en zeventien andere centra mocht betreden. Ze vond een metalen ski uit waarmee over de duinen van de Saharawoestijn geskied kon worden. Haar uitvinding vond weinig weerklank totdat de Franse strijdkrachten erdoor geïnspireerd werden voor landingen met een vliegtuig in de sneeuw.
Als journalist schreef zij veel artikelen die verschijnen in Franse dagbladen zoals een verslag voor de Excelsior van de eerste vlucht van kardinaal Luçon in 1928, van een zweefvliegwedstrijd in het gebied van de Rhön voor hetzelfde blad, een portret van Isadora Duncan voor Comœdia in 1936 en ook een stuk over de tragische verdwijning van Amelia Earhart voor L’Intransigeant in het jaar daarop.

### Relatieve anonimiteit vanaf de Tweede Wereldoorlog tot haar dood
Tijdens de Tweede Wereldoorlog werkt Marvingt als verpleegkundige in de luchtvaart. Ze ontwikkelde een soort chirurgische hechtmethode waarmee wonden sneller dichtgenaaid konden worden op het slagveld om infecties te voorkomen. In 1939 woonde ze tijdelijk in Sainte-Alvère in de Dordogne waar ze een revalidatiecentrum voor gewonde piloten oprichtte met de naam ‘Le Repos des ailes’.
Marie Marvingt had geen recht op een pensioen en kende armoede22. Ze leefde van haar lezingen, maar hield er steeds minder, en van haar werk als verpleegkundige. Ze zette haar werk als verpleegkundige voort22. Als ‘oude glorie van de sport’ bleef ze onderscheidingen ontvangen. In 1949 werd Marvingt officier van het Erelegioen. Op 30 januari 1955 kreeg ze de grote prijs Deutsch de la Meurthe uit handen van de Nationale Federatie voor de Luchtvaart in de Sorbonne voor haar werk in de medische luchtvaart. Op 20 februari 1955 bood de Amerikaanse regering haar voor haar 80e verjaardag een vlucht aan boven Nancy vanaf de luchtbasis 136 Toul-Rosières aan boord van de supersonische torpedojager McDonnell F-101 Voodoo. Twee jaar later kreeg ze de medaille van de medische luchtvaart.
Ondanks haar hoge leeftijd bleef ze uitdagingen opzoeken. In 1959 behaalde ze haar brevet van helikopterpiloot2 en vloog het jaar daarna op 80-jarige leeftijd de eerste stuwstraal helikopter van de wereld, de Djinn25. Tijdens haar leven brak ze als piloot in totaal zeventien records. In 1961 legde ze het traject van Nancy naar Parijs af op de fiets door tien uur per dag door te trappen.
Marie Marvingt overleed op 14 december 1963 in een hospice in Laxou in betrekkelijke anonimiteit, hoewel dagblad Le Monde26 en Amerikaanse journalisten van The New York Times en de Chicago Tribune een in memoriam27 aan haar wijdden. Dat er zo weinig erkenning was in de laatste fase van haar leven kan verklaard worden door verschillende factoren: ze overleed op hoge leeftijd in gewone omstandigheden. Er was in die tijd weinig erkenning voor records behaald door vrouwen en ook omdat ze niet veel geld verdiende, ze werd alleen betaald voor haar werk als journalist. Zij werd begraven op het kerkhof van Préville in Nancy.

## Prijzen en onderscheidingen
Met 34 medailles en prijzen is Marie Marvingt tot aan haar de dood in Frankrijk de vrouw met de meeste onderscheidingen. Ze krijgt haar eerste grote onderscheiding in november 1910: De ‘Académie des sport’ reikt haar de grote Gouden medaille uit voor alle sporten. Marvingt heeft verschillende onderscheidingen gekregen, waaronder (selectie):
- Ridder van het Erelegioen (24 januari 1935)15 (Chevalier de la Légion d'honneur);
- Officier van het Erelegioen (7 december 1949)15 (Officier de la Légion d'honneur);
- Oorlogskruis 1914-1918, in 1915 met palmen voor het schieten op een Duitse kazerne in Metz opm. 10 (Croix de guerre 1914-1918 avec palmes en 1915);
- Palm van de Eerste Schutter (1907) (Palmes de Premier Tireur);
- Orde van de Academische Palmen (Ordre des Palmes académiques);
- Medaille voor de Luchtvaart (Médaille de l'Aéronautique);
- Medaille van de Vrede van Marokko (Médaille de la paix du Maroc);
- Medaille van de Franse Erkenning7 (Médaille de la Reconnaissance française);
- Ridder in de Orde van de Publieke Gezondheid (5 november 1937) (Récipiendaire du prix Deutsch de la Meurthe);
- Medaille van de stad Nancy (1950) (Médaille de la ville de Nancy);
- Ontvanger van de Deutsch de la Meurthe prijs (29 maart 1954) (Récipiendaire du prix Deutsch de la Meurthe);
- Gouden Medaille van Lichamelijk onderwijs (1957) (Médaille d'Or de l'Éducation physique);
- Zilveren Medaille van de Medische Luchtvaart (1957) (Médaille d'argent du Service de santé de l'air);

## Filmografie
- Les Ailes qui sauvent
- Sauvés par la colombe

## Nalatenschap
De nalatenschap van Marie Marvingt was vooral aanwezig in de regio die ze ‘adopteerde’ als haar thuis, Lotharingen, waar de eerbetuigingen met de dag toenamen. In Nancy, waar ze vervolgens opgroeide, en in de buitenwijk van deze stad, waren verschillende openbare gebouwen naar haar vernoemd, zoals een basisschool in Vézelise, een kleuterschool in Saint-Nicolas-de-Port, een sportcomplex en een lyceum in Tomblaine, een sportgebouw in Viller-lès-Nancy en een in Ludres. Het Hôtel des Pages aan Place de la Carrière in Nancy heeft een gedenkplaat omdat ze daar ze haar laatste dagen doorgebracht heeft. In maart 2019 stelde het departement van Meurthe-et-Moselle de oude Zephirine fiets van de sportvrouw tentoon, die was uitgeleend door het comité Marie Marvingt, symbool van een ‘vrijgevochten, avontuurlijke en geëngageerde vrouw’.
In haar geboortestad Aurillac is sinds 24 september 1996 een gemeentelijke sportzaal naar haar vernoemd, en sinds 20 augustus 1976 een straat en vliegclub. Een permanente tentoonstelling is aan haar gewijd als icoon van de stad.
Veel andere steden in Frankrijk vernoemden een openbaar gebouw naar Marie Marvingt: een vergaderzaal van het Secretariaat-generaal van Regionale zaken in de prefectuur van de regio Auvergne-Rhône-Alpes van Lyon; een kleuterschool in Issy-les-Moulineaux, pioniersstad van de luchtvaart; een college dat naast het vliegveld van Tallard ligt en ook een sportcomplex in Villebon-sur-Yvette. De eerste school van La Rochelle die vernoemd is naar een vrouw, kreeg in 2018 haar naam35. Verschillende straten in bijvoorbeeld Nancy, Aurillac, Reims, La Ville-aux-Dames, Straatsburg, Épinal, Angers, Ludres, Jarville-la-Malgrange en Maxeville zijn naar haar vernoemd. In 2019 kreeg het zwembad Saint-Merri in Paris de naam van Marie Marvingt.
In 2004 bracht de Franse post een postzegel uit ter ere van haar. In 2016 werd een gedenkbord ter nagedachtenis van haar aangebracht op de muur van het huis in Sainte-Alvère in de Dordogne waar ze woonde tijdens de Tweede Wereldoorlog.
In 2014 bracht de 5e editie van het Mountain and Exploration Film Festival hulde aan deze ontdekkingsreiziger die in 1903 als eerste vrouw de Tand van de Reus (Dent du Géant) in het Mont-Blancmassief beklom. In februari 2018 was de 42e aflevering van de televisieserie ‘Sous les jupons de l'Histoire’ aan haar gewijd.
In september 1987 werd ze postuum opgenomen in de International Women’s Sports Hall of Fame6.